# Miklós Barabás
Miklós Barabás (n. 10 februarie 1810, Mărcușa, Transilvania - d. 12 februarie 1898, Budapesta, Ungaria) a fost un pictor maghiar, cel mai de seamă reprezentant al stilului biedermeier din Ungaria, cunoscut în special pentru arta sa portretistică.
S-a născut în Transilvania, la Mărcușa, în județul Covasna. Și-a început studiile la Aiud (unde a avut ocazia să învețe și românește), apoi le-a continuat la Sibiu, Budapesta, Viena. La Sibiu a fost elev al lui Joseph Neuhauser. 
Majoritatea vieții și-a petrecut-o la Budapesta, unde în 1867 a devenit chiar parlamentar. Între anii 1831 și 1833 a locuit și în București, ocazie pentru a imortaliza lumea românească de la sud de Carpați, lăsând totodată și interesante însemnări istoriografice.
A pictat în special scene cu țărani și un mare număr de portrete, printre care cele ale unor personalități ca: Franz Liszt, Pavel Kiseleff și Emanoil Gojdu.
În Muzeul Național de Artă se află o serie din tablourile sale, printre care: Mocani sălișteni în drum spre târg, Portret de bărbat, Portretul doamnei Orghidan, Portret de femeie, precum și un număr de stampe.

## Galerie

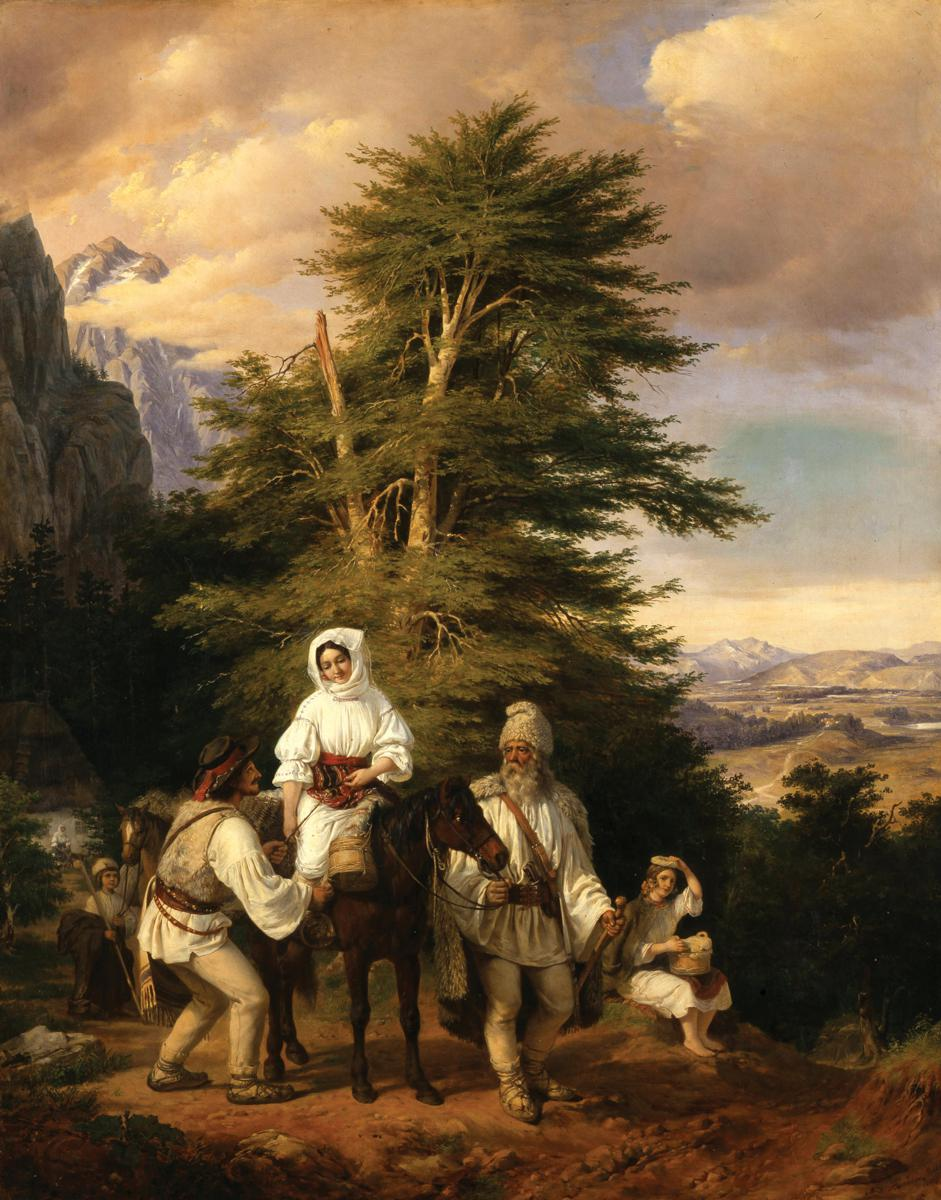
Miklós Barabás: Mocani sălișteni îndreptându-se spre târg (1843-1844)
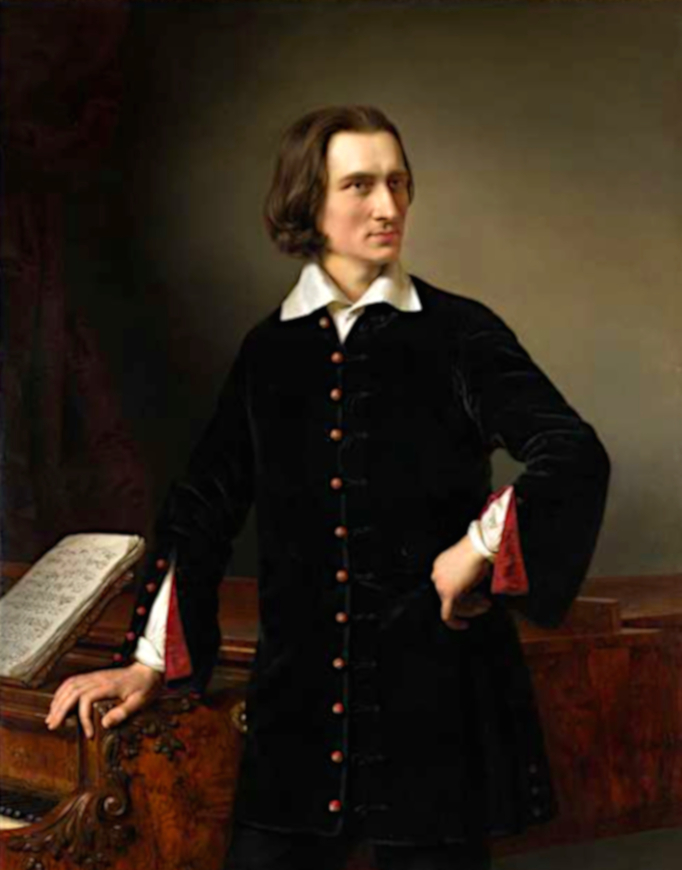
Miklós Barabás: Franz Liszt (1847)
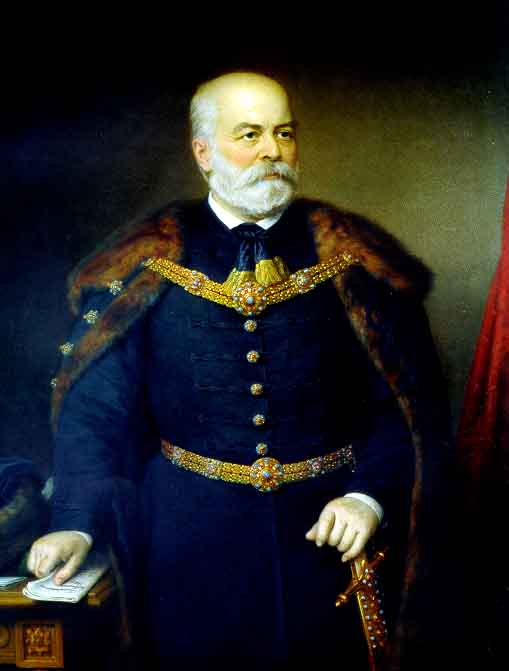
Miklós Barabás: Emanoil Gojdu (1843-1844)
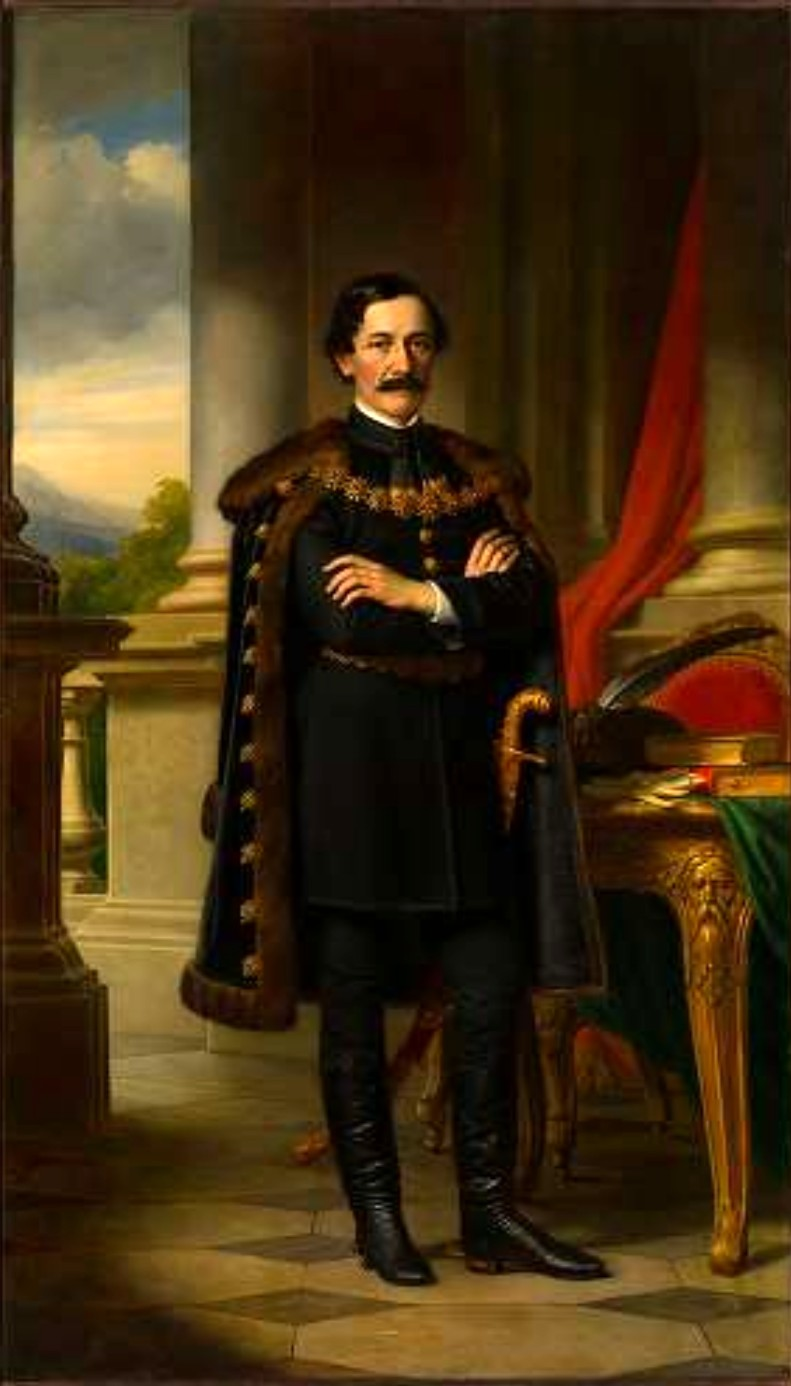
Miklós Barabás: László Teleki (1843-1844)
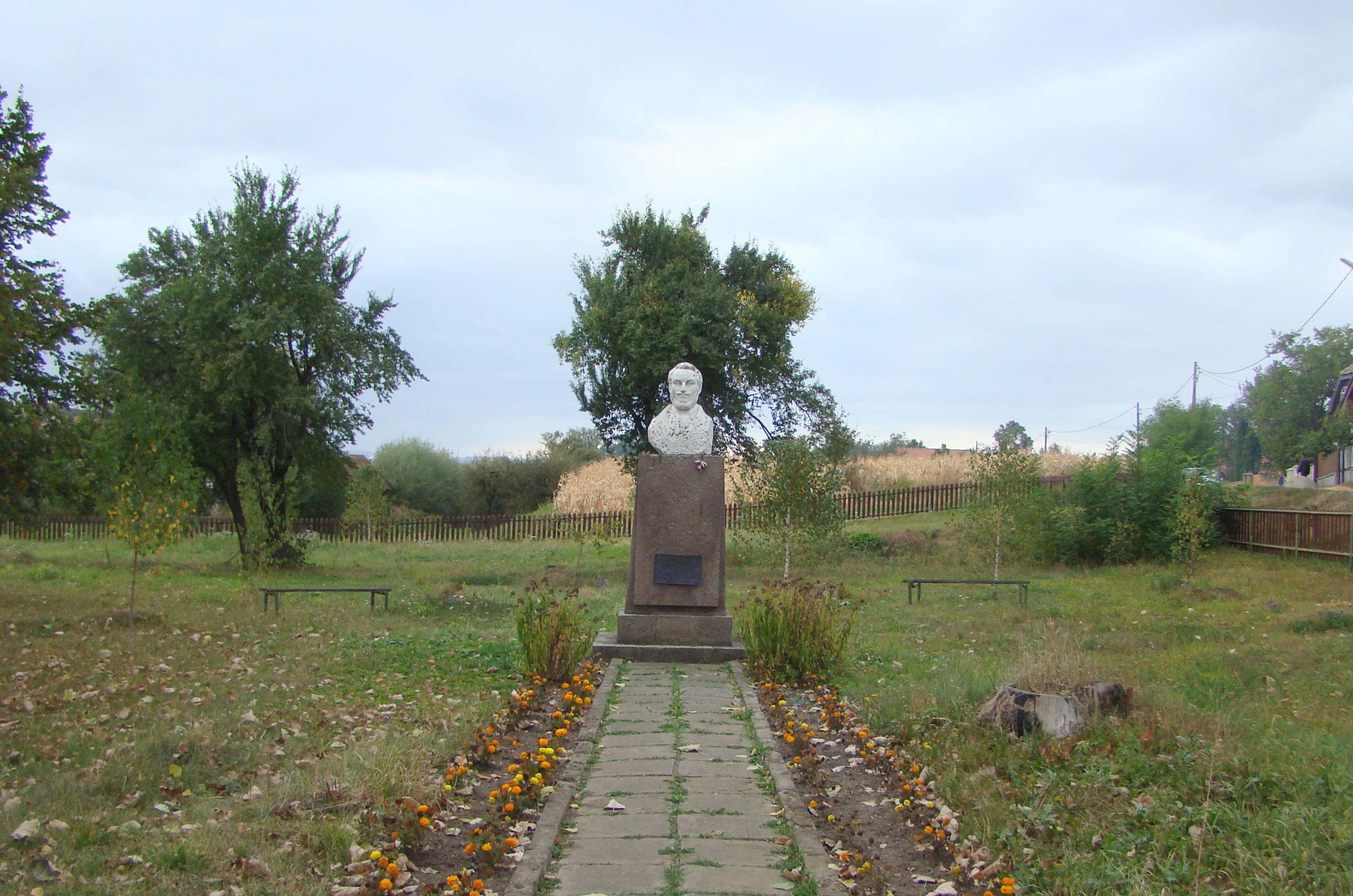
Bustul pictorului Miklós Barabás din satul natal Mărcușa
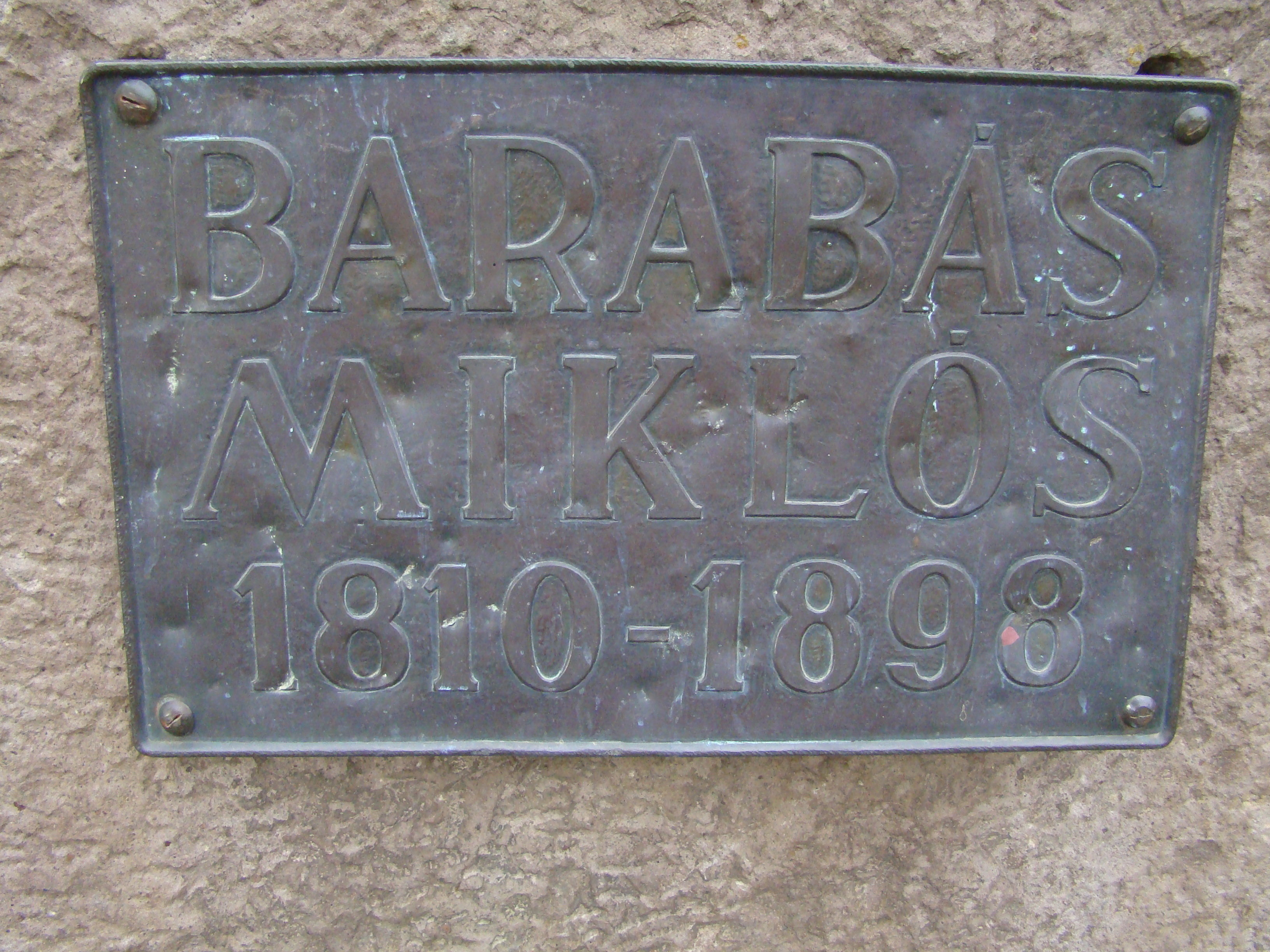